# Cisitu (Cisitu)
Cisitu is een bestuurslaag in het regentschap Sumedang van de provincie West-Java, Indonesië. Cisitu telt 2157 inwoners (volkstelling 2010).